# Thomas Phillips

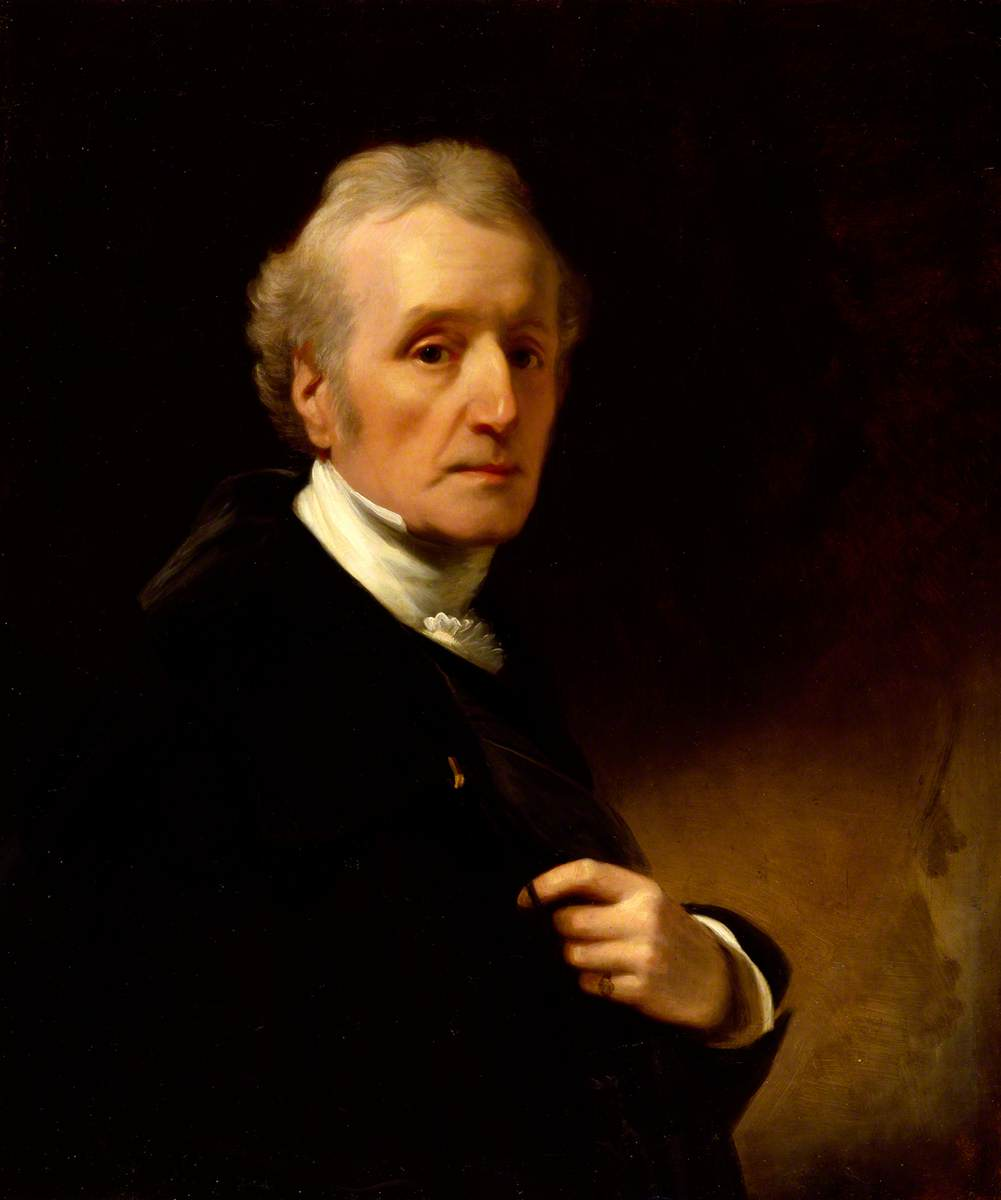
Autorretrato, óleo sobre lienzo, 76,5 x 63,5 cm, Londres, Royal Academy of Arts.

Thomas Phillips (1770-1845) fue un pintor inglés especializado en el retrato. Son célebres, entre otros, los retratos que hizo de Lord Byron en traje de albanés (1813, Government Art Collection, en depósito en la embajada británica en Atenas), y de William Blake (1807, National Portrait Gallery).

## Biografía
Nacido en Dudley, inició su formación como pintor de vidrio en Birmingham. En 1790 se trasladó a Londres donde un año más tarde ingresó en la Royal Academy School junto con Martin Archer Shee. Completó su formación en el taller de Benjamin West y, siguiéndole, cultivó en sus primeros momentos la pintura de historia, aunque no tardó en orientarse al retrato, en el que encontró su medio de vida. No obstante, para ser admitido en la Royal Academy of Arts, dado que los retratos no eran aceptados para la obtención del diploma, presentó en 1808 un óleo de asunto mitológico: Venus y Adonis.
Los grabados abiertos a partir de algunos de sus retratos, como los de William Blake y Joseph Banks, grabados en acero por Niccolo Schiavonetti, contribuyeron al mejor conocimiento de su obra. Nombrado profesor de pintura en la Royal Academy en 1835, en sustitución de Johann Heinrich Füssli, en 1832 renunció a la cátedra y en 1833 publicó sus Lectures on the History and Principles of Painting con el contenido de sus enseñanzas.